# Lista de aviões (I-M)
Lista de aviões: Pré-1914 | A-B | C-D | E-H | I-M | N-S | T-Z
Índice: I - J - K - L - M

## I

### IAI
- IAI Arava
- IAI Astra
- IAI C-38 Courier
- IAI Dagger
- IAI Finger
- IAI Galaxy
- IAI Heron
- IAI Kfir
- IAI Lavi
- IAI Nesher
- IAI Seascan
- IAI Westwind

### IAMI
- IAMI Azarakhsh
- IAMI Dorna
- IAMI Iran-140
- IAMI Paratsu
- IAMI Project 2061
- IAMI Project 2091
- IAMI Shahed
- IAMI Shafagh
- IAMI Shavabiz
- IAMI Simorgh
- IAMI Tazarv

### IAR
- IAR 80

### Ikarus Tvornica Aero i Hydroplana
- Ikarus Aero 2
- Ikarus Aero 3

### Ilyushin
- Ilyushin DB-3
- Ilyushin Il-2
- Ilyushin Il-4
- Ilyushin Il-6
- Ilyushin Il-10
- Ilyushin Il-14
- Ilyushin Il-18
- Ilyushin Il-28
- Ilyushin Il-62
- Ilyushin Il-76
- Ilyushin Il-86
- Ilyushin Il-96
- Ilyushin Il-103
- Ilyushin Il-114

### Interceptor Corporation
- Interceptor 400

### IPE Aeronaves
- IPE Quero-Quero KW1
- IPE 06A

### IPTN
- IPTN N-250

## J

### Jabiru Aircraft
- Jabiru Aircraft Jabiru

### Junkers
- Junkers C-79
- Junkers CL.I
- Junkers D.I
- Junkers EF 61
- Junkers F.13
- Junkers G.38
- Junkers J.I
- Junkers Ju 52 Tante Ju
- Junkers Ju 53
- Junkers Ju 86
- Junkers Ju 87 Stuka
- Junkers Ju 88
- Junkers Ju 89
- Junkers Ju 90
- Junkers Ju 188 Rächer
- Junkers Ju 248
- Junkers Ju 252
- Junkers Ju 287
- Junkers Ju 288
- Junkers Ju 290
- Junkers Ju 352 Herkules
- Junkers Ju 388 Störtebeker
- Junkers Ju 390
- Junkers Ju 488
- Junkers W34

### Jurca
(Marcel Jurca)
- Jurca MJ-1
- Jurca MJ-2 Tempête
- Jurca MJ-3 Dart
- Jurca MJ-4 Shadow
- Jurca MJ-5 Sirocco
- Jurca MJ-6 Silas
- Jurca MJ-7 Gnatsum versão escala 2/3
- Jurca MJ-7S Solo Versão monoposto do treinador MJ-7
- Jurca MJ-8 1-Nine-0 versão escala 3/4
- Jurca MJ-9 One-Oh-Nine versão escala 3/4
- Jurca MJ-10 Spit
- Jurca MJ-11 Sea Fury
- Jurca MJ-12 Pee-40
- Jurca MJ-14 Fourtouna
- Jurca MJ-15 Delta
- Jurca MJ-20 Tempête
- Jurca MJ-22 Bi-Tempête
- Jurca MJ-23 Orage
- Jurca MJ-50 - versão de metal (nunca construída)
- Jurca MJ-51 Spérocco ("Special Sirocco")
- Jurca MJ-52 Zéphyr - versão utilitária com motores automotivos convertidos Volkswagen ou Continental A65
- Jurca MJ-53 Autan
- Jurca MJ-54 Silas
- Jurca MJ-55 Biso
- Jurca MJ-70
- Jurca MJ-77 Gnatsum
- Jurca MJ-80 1-Nine-0
- Jurca MJ-90 One-Oh-Nine
- Jurca MJ-100 Spit

## K

### Kaiser-Fleetwings
- Kaiser-Fleetwings A-39
- Kaiser-Fleetwings BTK

### Kaman
(Kaman Aircraft Corp)
- Kaman K-1200 K-Max
- Kaman SH-2 Seasprite.

### Kamov
- Kamov Ka-8
- Kamov Ka-10
- Kamov Ka-15
- Kamov Ka-18
- Kamov Ka-20
- Kamov Ka-22 Vintokryl
- Kamov Ka-25
- Kamov Ka-26
- Kamov Ka-28
- Kamov Ka-29
- Kamov Ka-32
- Kamov Ka-50
- Kamov Ka-136
- Kamov Ka-226

### Kawanishi
- Kawanishi E15K Shiun
- Kawanishi E7K
- Kawanishi H6K
- Kawanishi H8K
- Kawanishi N1K Kyofu
- Kawanishi N1K-J Shiden

### Kawasaki
- Kawasaki C-1
- Kawasaki KDA-5
- Kawasaki KH-4
- Kawasaki Ki-10
- Kawasaki Ki-32
- Kawasaki Ki-45 Toryu
- Kawasaki Ki-48
- Kawasaki Ki-56
- Kawasaki Ki-60
- Kawasaki Ki-61 Hien
- Kawasaki Ki-64
- Kawasaki Ki-66
- Kawasaki Ki-78
- Kawasaki Ki-96
- Kawasaki Ki-100
- Kawasaki Ki-102
- Kawasaki Ki-108
- Kawasaki OH-X
- Kawasaki T-4

### Kayaba
- Kayaba Heliplane
- Kayaba Ka-1

### Kestrel
(Kestrel Aircraft Corporation)
- Kestrel K250

### Keystone Aircraft Corporation
See also: Huff-Daland
- Keystone B-3
- Keystone B-4
- Keystone B-5
- Keystone B-6
- Keystone Puffer

### Kirby
(Slingsby Aviation)
- Kirby Cadet

### Klemm
- Klemm Kl 25
- Klemm Kl 26
- Klemm Kl 31
- Klemm Kl 32
- Klemm Kl 35
- Klemm Kl 36

### Kokusai
- Kokusai Ki-59
- Kokusai Ki-76

### Kondor
- Kondor D.VI
- Kondor E.III

### Koolhoven
- Koolhoven FK43

### Kreider-Reisner
- Kreider-Reisner C-31

### Kyushu Hikoki
- Kyushu J7W Shinden
- Kyushu K11W Shiragiku
- Kyushu Q1W Tokai

## L

### Lake
- Lake Buccaneer
- Lake LA4
- Lake Renegade

### Lancair
- Lancair Columbia
- Lancair IV
- Lancair Legacy
- Lancair Propjet
- Lancair Sentry

### Latécoère
- Latécoère 25
- Latécoère 28
- Latécoère 29
- Latécoère 298
- Latécoère 302
- Latécoère 523
- Latécoère 611

### Lavochkin
- Lavochkin-Gorbunov-Goudkov LaGG-1
- Lavochkin-Gorbunov-Goudkov LaGG-3
- Lavochkin La-5
- Lavochkin La-7
- Lavochkin La-9
- Lavochkin La-11
- Lavochkin La-15

### Lear Jet
- Learjet 23
- Learjet 24
- Learjet 25
- Learjet 28
- Learjet 29
- Learjet 31
- Learjet 35
- Learjet 36
- Learjet 40
- Learjet 45
- Learjet 55
- Learjet 60

### LeO
- LeO 206
- LeO H-246
- LeO H-257
- LeO H-43
- LeO H-451
- LeO H-470
- LeO SE 200

### LET
- LET Brigadyr
- LET C-11
- LET L200 Morava
- LET L-29 Delfin
- LET L-40 MetaSokol
- LET L-410
- LET L-420

### Letov
- Letov Š-1
- Letov Š-2
- Letov Š-3
- Letov Š-4
- Letov Š-5
- Letov S-6
- Letov Š-7
- Letov Š-8
- Letov Š-9
- Letov Š-10
- Letov Š-11
- Letov Š-12
- Letov Š-13
- Letov Š-14
- Letov Š-15
- Letov Š-16
- Letov Š-17
- Letov Š-18
- Letov Š-19
- Letov Š-218
- Letov S-20
- Letov Š-21
- Letov Š-22
- Letov Š-25
- Letov Š-27
- Letov S-28
- Letov Š-31
- Letov S-32
- Letov S-33
- Letov S-39
- Letov Š-328
- Letov Š-231
- Letov Š-331
- Letov Š-428
- Letov Š-50
- Letov L-101
- Letov L-52
- Letov LF-107 Luňák
- Letov XLF-207 Laminar
- Letov LK-2 Sluka
- Letov LK-3 Nova
- Letov ST-4 Azték

### Levasseur
- Levasseur PL.14
- Levasseur PL.15
- Levasseur-Abrial A-1

### Lilienthal
- Derwitzer Glider

### Ling-Temco-Vought
- Ling-Temco-Vought A-7 Corsair II

### Lockheed Martin
- Lockheed 212
- Lockheed A-9
- Lockheed A-28 Hudson
- Lockheed A-29 Hudson
- Lockheed AC-130 Spectre/Spooky
- Lockheed AH-56 Cheyenne
- Lockheed Ventura
- Lockheed B-34 Lexington
- Lockheed B-37 Lexington
- Lockheed B-69 Neptune
- Lockheed C-5 Galaxy
- Lockheed C-12 Vega
- Lockheed C-17 Super Vega
- Lockheed C-23 Altair
- Lockheed C-25 Altair
- Lockheed C-36 Electra
- Lockheed C-37 Electra
- Lockheed C-40 Electra
- Lockheed C-56 Lodestar
- Lockheed C-60 Lodestar
- Lockheed C-63 Hudson
- Lockheed C-69 Constellation
- Lockheed C-85 Orion
- Lockheed C-101 Vega
- Lockheed C-104
- Lockheed C-111 Super Electra
- Lockheed C-139
- Lockheed C-121 Constellation
- Lockheed C-130 Hercules
- Lockheed C-140 Jetstar
- Lockheed C-141 Starlifter
- Lockheed CF-104 Starfighter
- Lockheed Constellation
- Lockheed CP-122 Neptune
- Lockheed CP-140 Aurora
- Lockheed CT-133 Silver Star
- Lockheed D-21 Tagboard
- Lockheed EC-121 Warning Star
- Lockheed EC-130 Compass Call
- Lockheed Electra II
- Lockheed EP-3 Aries II
- Lockheed ES-3 Shadow
- Lockheed F-94 Starfire
- Lockheed F-97 Starfire
- Lockheed F-104 Starfighter
- Lockheed F-117 Nighthawk
- Lockheed FO Lightning
- Lockheed FV
- Lockheed Have Blue
- Lockheed Hudson
- Lockheed JetStar
- Lockheed L-10 Electra
- Lockheed L-12 Electra Junior
- Lockheed L-14 Super Electra
- Lockheed L-100 Hercules
- Lockheed L-188 Electra
- Lockheed L-1011 Tristar
- Lockheed L-2000
- Lockheed Lodestar
- Lockheed P-2 Neptune
- Lockheed P-3 Orion
- Lockheed P-7
- Lockheed P-38 Lightning
- Lockheed P-80 Shooting Star
- Lockheed PV-1 Ventura
- Lockheed PV-2 Harpoon
- Lockheed P2V Neptune
- Lockheed RC-121 Warning Star
- Lockheed S-3 Viking
- Lockheed SR-71 Blackbird
- Lockheed T-33
- Lockheed U-2
- Lockheed Vega
- Lockheed Ventura
- Lockheed WP-3D Orion
- Lockheed X-27
- Lockheed XB-30
- Lockheed XC-35 Electra
- Lockheed XF-90
- Lockheed XP-49
- Lockheed XP-58 Chain Lightning
- Lockheed YF-12
- Lockheed YP-24
- Lockheed Martin Aerial Common Sensor
- Lockheed Martin F/A-22 Raptor
- Lockheed Martin F-35 Joint Strike Fighter
- Lockheed Martin RQ-3 Dark Star
- Lockheed Martin VentureStar
- Lockheed Martin X-33
- Lockheed Martin X-35
- Lockheed Martin X-44 MANTA

### Loening
- Loening FL

### Loire
(Ateliers et Chantiers de la Loire)
- Loire 46
- Loire 70
- Loire 130
- Loire 210
- Loire 501
- Loire-Nieuport LN 401

### Lualdi-Tassotti
- Lualdi-Tassotti ES 53

### Luscombe
- Luscombe C-90
- Luscombe Model 8 Silvaire
- Luscombe Spartan

### LVG
- LVG B.I
- LVG C.II

### LWD
- LWD Junak

### LWS
- LWS-4 Zubr

## M

### Macchi
Ver também: Aermacchi
- Macchi C.200
- Macchi C.202
- Macchi C.205
- Macchi MB-226
- Macchi MB-308
- Macchi MB-323
- Macchi MB-326
- Macchi M.C.72

### Maillet
- Maillet 201

### Martin
- Martin A-15
- Martin A-22 Maryland
- Martin A-23 Baltimore
- Martin A-30 Baltimore
- Martin A-45
- Martin AM Mauler
- Martin B-10
- Martin B-12
- XB-13
- Martin XB-14
- Martin B-26 Marauder
- Martin B-33 Super Marauder
- Martin B-48
- Martin B-57
- Martin Baltimore
- Martin BM
- Martin C-3
- Martin JRM Mars
- Martin Maryland
- Martin MB
- Martin P4M Mercator
- Martin P5M Marlin
- Martin P6M SeaMaster
- Martin PBM Mariner
- Martin RM
- Martin XB-16
- Martin XB-22
- Martin XB-27
- Martin XB-51
- Martin XB-68
- Martin-Marietta X-23
- Martin-Marietta X-24

### Martinsyde
- Martinsyde A1
- Martinsyde Buzzard
- Martinsyde Elephant
- Martinsyde F6
- Martinsyde G100
- Martinsyde G102
- Martinsyde S1

### Maule
- Maule M-4
- Maule M-5
- Maule M-6
- Maule M-7

### Maurice-Farman
- Maurice-Farman Shorthorn

### MBB
- MBB Bö 102
- MBB Bö 103
- MBB Bö 105
- MBB Bö 106
- MBB Bö 115
- MBB Fan Ranger
- MBB/Kawasaki BK117
- MBB-Kawasaki CH-143

### McDonnell
- McDonnell CF-101 Voodoo
- McDonnell F-2 Banshee
- McDonnell F-3 Demon
- McDonnell F-101 Voodoo
- McDonnell F-110 Spectre
- McDonnell FH Phantom
- McDonnell F2H Banshee
- McDonnell F3H Demon
- McDonnell XF-85 Goblin
- McDonnell XF-88 Voodoo
- McDonnell XP-67 Bat
- McDonnell Douglas A-4 Skyhawk
- McDonnell Douglas AH-64 Apache
- McDonnell Douglas AV-8 Harrier II
- McDonnell Douglas C-9 Skytrain II
- McDonnell Douglas C-10 Extender
- McDonnell Douglas CF-18 Hornet
- McDonnell Douglas CF-188 Hornet
- McDonnell Douglas DC-9
- McDonnell Douglas DC-10
- McDonnell Douglas F-15 Eagle
- McDonnell Douglas F/A-18 Hornet
- McDonnell Douglas F-4 Phantom II
- McDonnell Douglas F2H Banshee
- McDonnell Douglas KC-10 Extender
- McDonnell Douglas MD-10
- McDonnell Douglas MD-11
- McDonnell Douglas MD-12
- McDonnell Douglas MD-81
- McDonnell Douglas MD-82
- McDonnell Douglas MD-83
- McDonnell Douglas MD-87
- McDonnell Douglas MD-88
- McDonnell Douglas MD-90
- McDonnell Douglas X-36
- McDonnell Douglas YC-15
- McDonnell Douglas/General Dynamics A-12 Avenger II

### Merckle
- Merckle SM 67

### Messerschmitt
- Messerschmitt Bf 108 Taifun
- Messerschmitt Bf 109
- Messerschmitt Bf 110
- Messerschmitt Bf 162
- Messerschmitt Bf 163
- Messerschmitt Me 163 Komet
- Messerschmitt Me 209
- Messerschmitt Me 210
- Messerschmitt Me 261
- Messerschmitt Me 262 Schwalbe
- Messerschmitt Me 263
- Messerschmitt Me 264 Amerika
- Messerschmitt Me 290
- Messerschmitt Me 309
- Messerschmitt Me 321 Gigant
- Messerschmitt Me 323 Gigant
- Messerschmitt Me 410 Hornisse
- Messerschmitt Me 609
- Messerschmitt C-44

### Meyers Aircraft Company
- Meyers OTW
- Meyers 125
- Meyers 145
- Meyers 200

### Mikoyan-Gurevich
- Mikoyan-Gurevich I-250 (N)
- Mikoyan-Gurevich I-270
- Mikoyan-Gurevich MiG-1
- Mikoyan-Gurevich MiG-3
- Mikoyan-Gurevich MiG-5
- Mikoyan-Gurevich MiG-7
- Mikoyan-Gurevich MiG-8
- Mikoyan-Gurevich MiG-9
- Mikoyan-Gurevich MiG-11
- Mikoyan-Gurevich MiG-13
- Mikoyan-Gurevich MiG-15
- Mikoyan-Gurevich MiG-17
- Mikoyan-Gurevich MiG-19
- Mikoyan-Gurevich MiG-21
- Mikoyan-Gurevich MiG-23
- Mikoyan-Gurevich MiG-25
- Mikoyan-Gurevich MiG-27
- Mikoyan-Gurevich MiG-29
- Mikoyan-Gurevich MiG-31
- Mikoyan-Gurevich MiG-35

### Mil
- Mil Mi-1
- Mil Mi-2
- Mil Mi-4
- Mil Mi-6
- Mil Mi-8
- Mil Mi-9
- Mil Mi-10
- Mil Mi-12
- Mil Mi-14
- Mil Mi-17
- Mil Mi-18
- Mil Mi-24
- Mil Mi-26
- Mil Mi-28
- Mil Mi-34
- Mil Mi-38

### Miles
- Miles Aerovan
- Miles Falcon Six
- Miles Gemini
- Miles M.18 Trainer
- Miles M.20 Fighter
- Miles M.52
- Miles Magister
- Miles Martinet
- Miles Master
- Miles Mentor
- Miles Messenger
- Miles Monitor
- Miles Nighthawk
- Miles Queen Martinet
- Miles Whitney Straight

### Millicer
- Millicer M10 AirTourer

### MIT
- MIT Daedalus

### Mitchell Aircraft Corporation
- Mitchell U-2 Superwing

### Mitsubishi
- Mitsubishi A5M
- Mitsubishi A6M Zero
- Mitsubishi A7M Reppu
- Mitsubishi B1M
- Mitsubishi B2M
- Mitsubishi B5M
- Mitsubishi C5M
- Mitsubishi F-1
- Mitsubishi F-2
- Mitsubishi F1M
- Mitsubishi G3M
- Mitsubishi G4M
- Mitsubishi J2M Raiden
- Mitsubishi J8M Shusui
- Mitsubishi K3M
- Mitsubishi Ki-1
- Mitsubishi Ki-2
- Mitsubishi Ki-15
- Mitsubishi Ki-21
- Mitsubishi Ki-30
- Mitsubishi Ki-46
- Mitsubishi Ki-51
- Mitsubishi Ki-57
- Mitsubishi Ki-67 Hiryu
- Mitsubishi Ki-83
- Mitsubishi Ki-109
- Mitsubishi Ki-202 Shusui-kai
- Mitsubishi L4M
- Mitsubishi MC-20
- Mitsubishi MH2000
- Mitsubishi MU-2
- Mitsubishi MU-300
- Mitsubishi RP-1
- Mitsubishi T-2
- Mitsubishi Zero

### Mooney
- Mooney M-18
- Mooney M-20
- Mooney Bravo

### Morane-Saulnier
- Morane BB
- Morane H
- Morane I
- Morane L
- Morane LA
- Morane N
- Morane P
- Morane V
- Morane-Saulnier MS 225
- Morane-Saulnier MS 406
- Morane-Saulnier MS 760
- Morane-Saulnier Type L
- Morane-Saulnier Type N

### Mureaux
- Mureaux 115

### Murphy Aircraft Mfg. Ltd.
- Murphy Elite
- Murphy Maverick
- Murphy Moose
- Murphy Rebel
- Murphy Renegade

### Myasischchev
- Myasishchev M-4

Lista de aviões: Pré-1914 | A-B | C-D | E-H | I-M | N-S | T-Z
I - J - K - L - M